# 11-та церемонія нагородження «Незалежний дух»
23 березня 1996 року було оголошено 11-ту премію Незалежний дух, яка вшановує найкращих у незалежному кіно за 1995 рік. Ведучим церемонії був Семюел Л. Джексон.

## Номінанти та переможці

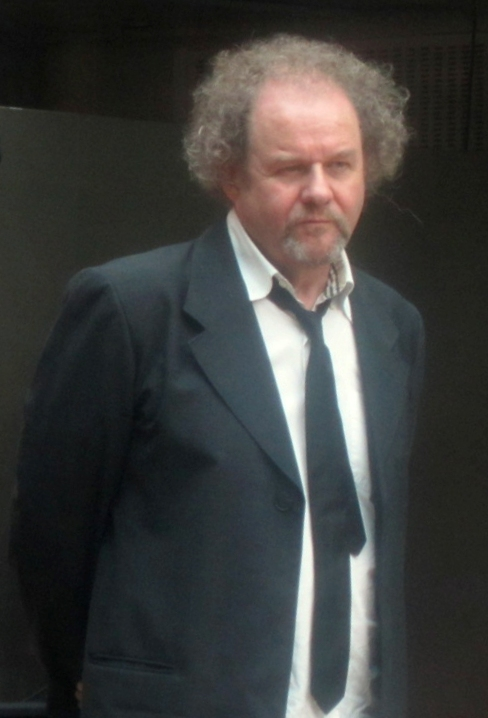
Майк Фіггіс, переможець у номінації «Найкращий режисер».

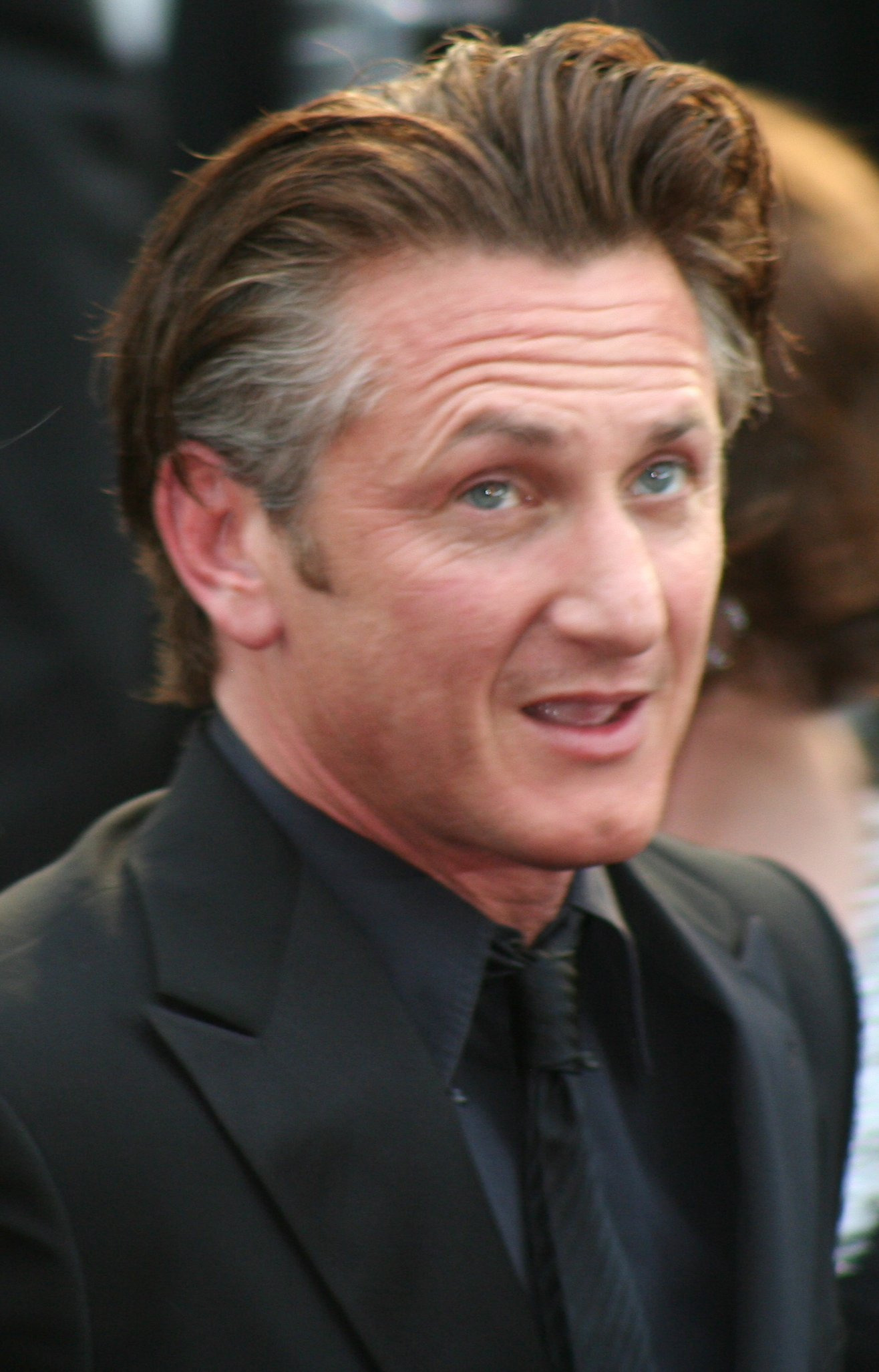
Шон Пенн, переможець у номінації «Найкраща головна чоловіча роль».

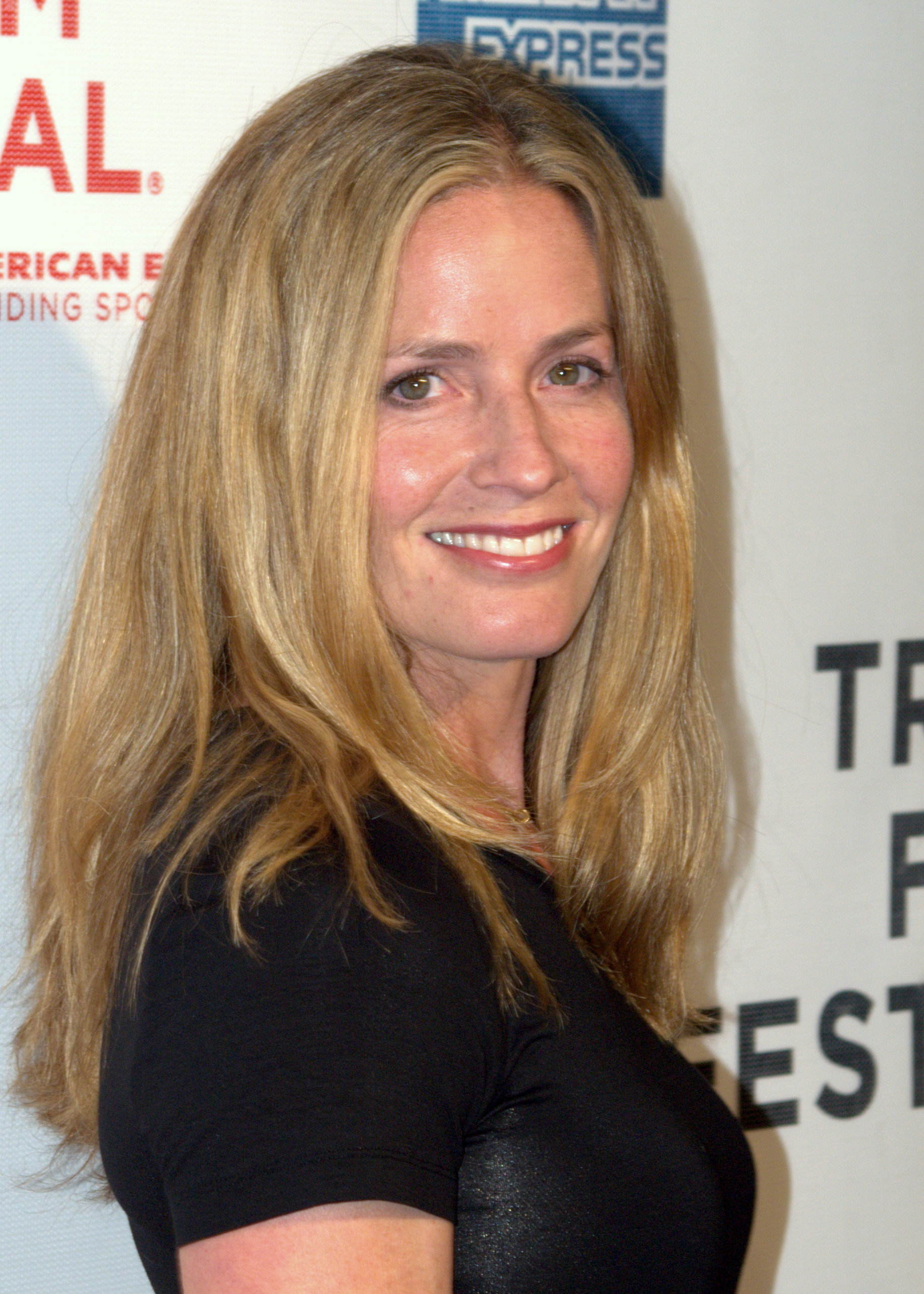
Елізабет Шу, переможниця у номінації «Найкраща головна жіноча роль».

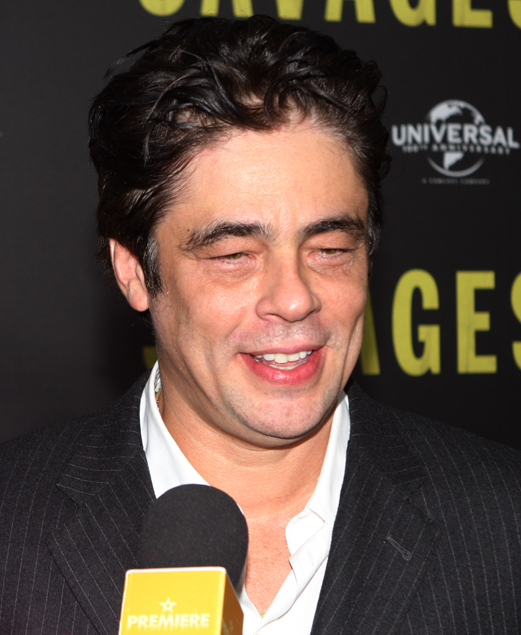
Бенісіо дель Торо, переможець у номінації «Найкращий актор другого плану».

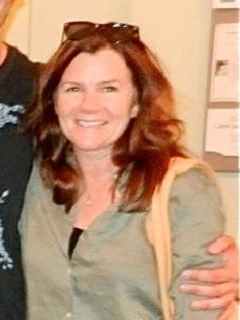
Маре Віннінгем, лауреатка найкращої жіночої ролі другого плану

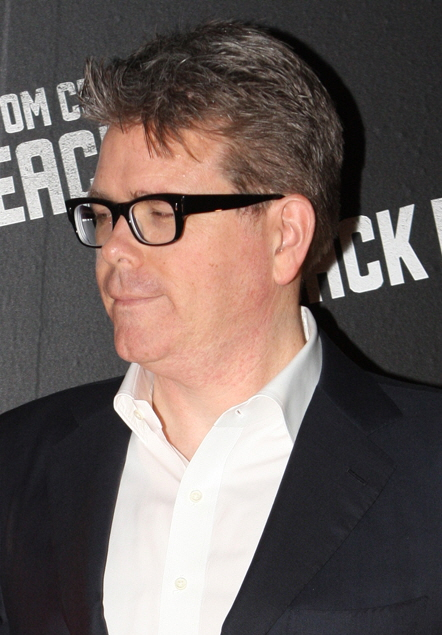
Крістофер Маккуоррі, лауреат за найкращий сценарій

| Найкращий повнометражний фільм | Найкраща режисура |
| --- | --- |
| Покидаючи Лас-Вегас - Залежність - Життя в забутті - Безпека - Таємниця острова Роан-Ініш                                                                                       | Майк Фіггіс – Покидаючи Лас-Вегас - Майкл Алмерейда – Надя - Улу Гросбард – Джорджія - Тодд Гейнс – Безпека - Джон Сейлз – Таємниця острова Роан-Ініш              |
| Найкраща головна чоловіча роль | Найкраща головна жіноча роль |
| Шон Пенн – Мрець іде - Ніколас Кейдж – Покидаючи Лас-Вегас - Тім Рот – Маленька Одеса - Джиммі Смітс – Моя сім'я - Кевін Спейсі – Серед акул                                    | Елізабет Шу – Покидаючи Лас-Вегас - Дженніфер Джейсон Лі – Джорджія - Еліна Левенсон – Надя - Джуліанна Мур – Безпека - Лілі Тейлор – Залежність                   |
| Найкращий актор другого плану | Найкраща акторка другого плану |
| Бенісіо дель Торо – Звичайні підозрювані - Джеймс ЛеГрос – Життя в забутті - Девід Морс – Постовий на перехресті - Макс Перліх – Джорджія - Гарольд Перріно – Дим               | Маре Віннінгем – Джорджія - Дженніфер Лопес – Моя сім'я - Ванесса Редгрейв – Маленька Одеса - Хлоя Севіньї – Малята - Селія Вестон – Мрець іде                     |
| Найкращий сценарій | Найкращий дебютний сценарій |
| Звичайні підозрювані – Крістофер Маккуоррі - Покидаючи Лас-Вегас – Майк Фіггіс - Життя в забутті – Том ДіЧілло - Безпека – Тодд Гейнс - Таємниця острова Роан-Ініш – Джон Сейлз | Дим – Пол Остер - Діти – Гармоні Корін - Маленька Одеса – Джеймс Грей - Листівки з Америки – Стів Маклін - Трав'яна річка – Келлі Райкардт                         |
| Найкращий перший повнометражний фільм | Найкращий дебютний виступ |
| Брати Макмаллени - Малята - Маленька Одеса - Наречена з фотографії - Трав'яна річка                                                                                             | Джастін Пірс – Малята - Джейсон Ендрюс – Викрадач ритмів - Ліза Боумен – Трав'яна річка - Габріель Кассеус – Справи в Нью-Джерсі - Роуз Мак-Гавен – Покоління Doom |
| Найкраща операторська робота | Найкращий іноземний фільм |
| Покидаючи Лас-Вегас – Деклан Квінн - Маленька Одеса – Том Річмонд - Надя – Джим Дено - Там, всередині – Елліот Девіс - Звичайні підозрювані – Ньютон Томас Сігел                | Перед дощем • Македонія - Місто загублених дітей • Франція - Екзотика • Канада - Я — Куба • Радянський Союз - Через оливкові дерева • Іран                         |

### Фільми, які отримали кілька номінацій
| Номінації | плівка                     |
| --------- | -------------------------- |
| 7         | Покидаючи Лас-Вегас        |
| 5         | Маленька Одеса             |
| 4         | Джорджія                   |
| 4         | Малята                     |
| 4         | Трав'яна річка             |
| 4         | Безпека                    |
| 4         | Таємниця острова Роан-Ініш |
| 3         | Життя в забутті            |
| 3         | Надя                       |
| 3         | Звичайні підозрювані       |
| 2         | Залежність                 |
| 2         | Мрець іде                  |
| 2         | Моя сім'я                  |
| 2         | Дим                        |

#### Фільми, які отримали численні нагороди
| Нагороди | плівка               |
| -------- | -------------------- |
| 4        | Покидаючи Лас-Вегас  |
| 2        | Звичайні підозрювані |

## Спеціальні нагороди

### Someone to Watch Award
Крістофер Мюнх — Колір бадьорого та швидкоплинного дня
- Тім Маккенн — Ангели спустошення
- Дженніфер Монтгомері — Мистецтво для вчителів дітей
- Келлі Райкардт — Трав'яна річка
- Рафал Зелінскі — Забава

### Спеціальна відзнака
- Семюель Фуллер